# Acquafondata
Acquafondata ist eine mittelitalienische Gemeinde in der Provinz Frosinone in der Region Latium mit 258 Einwohnern (Stand 31. Dezember 2023). Sie liegt 165 Kilometer südöstlich von Rom, 84 Kilometer östlich von Frosinone und 25 Kilometer nordöstlich von Cassino. Sie ist die östlichste Gemeinde der Region und zugleich die kleinste dieser Provinz.

## Geographie
Acquafondata liegt auf einem Hügel am Rande der Monti della Meta. Es ist Mitglied der Comunità Montana Valle di Comino.
Zur Gemeinde gehören die Ortsteile Casalcassinese und Serre.
Die Nachbargemeinden sind Filignano (IS), Pozzilli (IS), Vallerotonda und Viticuso.

## Geschichte
Acquafondata entstand in der späten Völkerwanderungszeit im 9. Jahrhundert, als die Bevölkerung die Ebenen verließ und befestigte Orte auf leichter zu verteidigenden Hügeln gründete. Da es über einem See lag, der 1901 trockengelegt wurde, bildete sich der aus dem Lateinischen aqua fundata übernommene Name heraus. Eine erste Erwähnung datiert von 1032, als die Grafen von Venafro den Ort der Abtei von Montecassino schenkten, die es im Gebiet ihrer Terra di San Benedetto bis 1806 behielt, als es wieder direkt ins Königreich Neapel eingegliedert wurde. Von 1806 bis 1902 war Acquafondata mit Viticuso in einer Gemeinde vereinigt und gehörte zur Provinz Terra di Lavoro in der Region Campania. 1927 kam der Ort zur neugegründeten Provinz Frosinone in der Region Lazio.
Im 19. Jahrhundert war Acquafondata ein Zentrum des Brigantismus. Im Herbst 1943 erlitt es schwere Schäden, da es im Zentrum der Kämpfe um die Gustav-Linie lag, und wurde am 12. Januar 1944 von französischen Truppen eingenommen. Am 15. März desselben Jahres stattet ihm General Charles De Gaulle einen Besuch ab. Nach dem Erdbeben von Anfang Mai 1984 waren beträchtliche Wiederaufbaumaßnahmen nötig.

## Bevölkerungsentwicklung
| Jahr      | 1861 | 1881 | 1901 | 1921 | 1936 | 1951 | 1971 | 1991 | 2001 | 2016 |
| --------- | ---- | ---- | ---- | ---- | ---- | ---- | ---- | ---- | ---- | ---- |
| Einwohner | 1124 | 1377 | 1676 | 1351 | 909  | 872  | 458  | 371  | 316  | 270  |

Quelle: ISTAT

## Politik
Antonio Di Meo (Lista Civica: Insieme) wurde am 26. Mai 2006 zum Bürgermeister gewählt und behielt bei der folgenden Wahl weiterhin dieses Amt. Seine Tochter Marina folgte ihm mit der Wahl vom 2. Oktober 2021.

## Sehenswürdigkeiten
- Die Kirche San Giovanni Battista wurde 1182 zum ersten Mal erwähnt. Sie besitzt an der Seite des Uhrturms ein ansehnliches Portal, dessen Inschrift eine Umgestaltung von 1621 und eine Renovierung von 1920 nennt: Beide wurden von Angehörigen der führenden Familie des Ortes, De Filippis, vorgenommen. Das Innere ist seit der letzten Renovierung nach dem Erdbeben vom Mai 1984 in einem nicht mehr vollkommen barocken Rohzustand belassen.
- Die barocke Kapelle San Rocco wurde 1692 erbaut und diente ursprünglich als Gotteshaus für Pestkranke außerhalb des Ortes.
- Von der um 1020 errichteten Ortsbefestigung sind noch zwei Türme und ein Mauerstück erhalten.
- Der Palazzo De Filippis gegenüber der Pfarrkirche gehörte der wichtigsten Familie im Orte.
- An der Zufahrtsstraße von Westen her, der Strada Provinciale 41, befindet sich das kleine Wallfahrtsheiligtum Madonna del Carmine.
- Im mittelalterlichen Ortsteil Casalcassinese ist die Ruine einer Burg zu sehen. Hier steht am Hauptplatz die im Jahre 1856 erbaute Kirche S. Antonio di Padova im neobarocken Stil.

## Kulinarische Spezialitäten
Jeden dritten Sonntag im August findet die Sagra degli Gnocchi (Fest der Gnocchi) statt.